# Landkreis Mainz

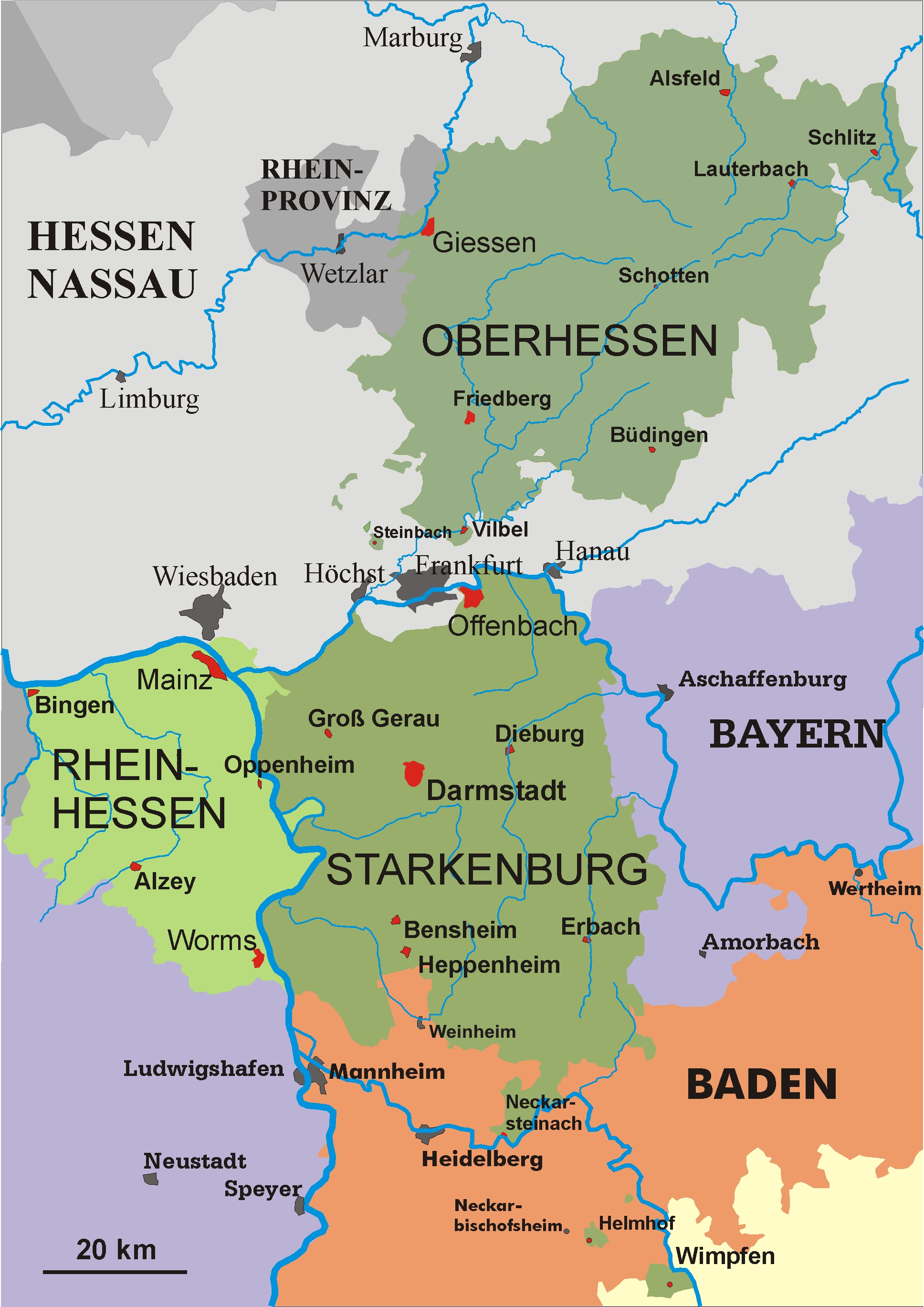
Hessen im Jahr 1930

Der Landkreis Mainz, bis 1938 Kreis Mainz, war ein Landkreis in der Provinz Rheinhessen im Großherzogtum Hessen (Hessen-Darmstadt) bzw. Volksstaat Hessen sowie ab 1946 in Rheinland-Pfalz. Er wurde 1969 aufgelöst und ging – von einigen Eingemeindungen nach Mainz abgesehen – im Landkreis Mainz-Bingen auf. Kreisstadt war die Stadt Mainz, die dem Kreis bis 1938 angehörte.

## Nachbarkreise
Der Landkreis grenzte Anfang 1969 im Uhrzeigersinn im Nordwesten beginnend an den Rheingaukreis und an die kreisfreie Stadt Wiesbaden in Hessen, an die kreisfreie Stadt Mainz in Rheinland-Pfalz, an den Kreis Groß-Gerau in Hessen sowie an die Landkreise Worms, Alzey und Bingen in Rheinland-Pfalz.

## Geschichte

### Entwicklung
Von 1798 bis 1814 gehörten die linksrheinischen Gebiete zu Frankreich. Danach 1816 kam diese Region als Provinz Rheinhessen zum Großherzogtum Hessen (Hessen-Darmstadt). Sie war in der französischen Tradition in elf Kantone aufgeteilt. Durch ein Edikt des Großherzogs vom 5. Februar 1835 wurde die Provinz Rheinhessen in die vier Kreise Mainz, Alzey, Bingen und Worms gegliedert. Dabei entstand der Kreis Mainz aus den Kantonen Mainz, Niederolm und Oppenheim. Die Stadt Mainz wurde wenige Tage später, am 16. Februar 1835, ein eigener Stadtkreis, aber zunächst in Personalunion von Freiherr Ludwig Christian Christoph von Lichtenberg zusammen mit dem (Land)kreis Mainz verwaltet. Erst als nach dessen Tod 1845 die Nachfolge geregelt wurde, erhielt der Kreis Mainz mit Carl Schmitt einen eigenen Kreisrat als Chef der Verwaltung.
Infolge der Revolution von 1848 im Großherzogtum Hessen wurde das Großherzogtum in Regierungsbezirke gegliedert, der Kreis Mainz ging hierbei im Regierungsbezirk Mainz auf.
Durch Edikt vom 12. Mai 1852 wurde Rheinhessen in nunmehr fünf Kreise eingeteilt, dabei wurde neben den Kreisen Alzey, Bingen, Oppenheim und Worms ein neuer, kleinerer Kreis Mainz aus dem Gebiet der Friedensgerichtsbezirke Mainz, Niederolm und von Oberingelheim die Gemeinden Budenheim und Mombach (dafür ohne Oppenheim) gebildet, dem auch die Stadt Mainz angehörte. Die 1852 geschaffene Gliederung der Provinz Rheinhessen in fünf Kreise (Alzey, Bingen, Mainz, Worms und Oppenheim) überdauerte 1918/19 den Übergang vom Großherzogtum zum Volksstaat Hessen und hatte mehr als sechs Jahrzehnte Bestand.
Es folgte eine einschneidende Gebietsreform, die am 1. November 1938 in Kraft trat. In Rheinhessen wurde der Kreis Oppenheim aufgelöst, aus dem 23 Gemeinden in den Kreis Mainz wechselten, dafür schied die Stadt Mainz aus dem Kreis Mainz aus und wurde kreisfreie Stadt. Gleichzeitig erhielt der Kreis auch die neue amtliche Bezeichnung Landkreis Mainz.
Der Landkreis Mainz wurde 1946 im Regierungsbezirk Rheinhessen ein Teil von Rheinland-Pfalz und hatte bis zur Verwaltungsreform von 1969 Bestand.
Im Zuge der rheinland-pfälzischen Verwaltungsreform wurde der Landkreis Mainz am 7. Juni 1969 aufgelöst. Die Gemeinden Drais, Ebersheim, Finthen, Hechtsheim, Laubenheim und Marienborn wurden in die kreisfreie Stadt Mainz eingemeindet. Das restliche Kreisgebiet wurde mit dem größten Teil des aufgelösten Landkreises Bingen zum neuen Landkreis Mainz-Bingen zusammengelegt.

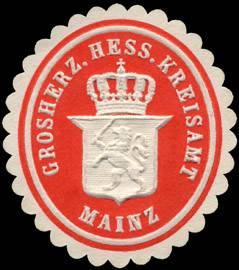
Siegelmarke Großherzoglich Hessisches Kreisamt

### Kreis- und Landräte
- Karl Schmitt (1845–1848 und 1852–1874[Anm. 1])
- Theodor Goldmann (1874–1877)
- Ludwig Röder von Diersburg (1877–1881)
- Friedrich Küchler (1881–1891)
- Karl Rothe (1891–1898)
- Maximilian von Gagern (1898–1908)
- Friedrich von Hombergk zu Vach (1908–1910)
- Andreas Breidert (1910–1913)
- Wilhelm Best (1913–1922)
- Karl Usinger (1922–1929)
- Wilhelm Wehner (1929–1945)
- Fritz Rüffer (1945–)

### Einwohnerentwicklung
| Datum | Einwohner |
| ----- | --------- |
| 1852  | 64.292    |
| 1900  | 138.360   |
| 1910  | 158.668   |
| 1925  | 151.359   |
| 1933  | 175.632   |
|       |           |
| 1939  | 55.443    |
| 1950  | 67.414    |
| 1960  | 70.000    |
| 1968  | 80.791    |

## Städte und Gemeinden
Die folgende Tabelle enthält alle Kommunen, die dem Kreis bzw. dem Landkreis Mainz zwischen 1852 und 1969 angehörten und die Daten aller Eingemeindungen:
| Gemeinde          | Eingemeindet nach | Datum der Eingemeindung | von 1852 bis 1938 Teil des Kreis Oppenheim | bis 1835 Teil des Kanton | vor 1792 zugehörig             |
| ----------------- | ----------------- | ----------------------- | ------------------------------------------ | ------------------------ | ------------------------------ |
| Bodenheim         |                   |                         | ja                                         | Kanton Oppenheim         | Stift St. Alban vor Mainz      |
| Bretzenheim       | Mainz             | 1. Januar 1930          | nein                                       | Kanton Niederolm         | Kloster Dalheim (Mainz)        |
| Budenheim*        |                   |                         | nein                                       | Kanton Oberingelheim     | Kurmainz                       |
| Dalheim           |                   |                         | ja                                         | Kanton Oppenheim         | Graf von Falkenstein           |
| Dexheim           |                   |                         | ja                                         | Kanton Oppenheim         | Kurpfalz, Oberamt Oppenheim    |
| Dienheim          |                   |                         | ja                                         | Kanton Oppenheim         | Kurpfalz, Oberamt Alzey        |
| Dolgesheim        |                   |                         | ja                                         | Kanton Oppenheim         | Graf von Leiningen-Guntersblum |
| Drais             | Mainz             | 7. Juni 1969            | nein                                       | Kanton Niederolm         | Kurmainz                       |
| Ebersheim         | Mainz             | 7. Juni 1969            | nein                                       | Kanton Niederolm         | Kurmainz                       |
| Eimsheim          |                   |                         | ja                                         | Kanton Oppenheim         | Kurpfalz, Oberamt Alzey        |
| Essenheim         |                   |                         | nein                                       | Kanton Niederolm         | Kurpfalz, Oberamt Oppenheim    |
| Finthen           | Mainz             | 7. Juni 1969            | nein                                       | Kanton Niederolm         | Dompropstei von Mainz          |
| Friesenheim       |                   |                         | ja                                         | Kanton Wörrstadt         | Freiherr von Dienheim          |
| Gau-Bischofsheim  |                   |                         | nein                                       | Kanton Niederolm         | Kurmainz                       |
| Gonsenheim        | Mainz             | 1. April 1938           | nein                                       | Kanton Niederolm         | Dompropstei von Mainz          |
| Guntersblum       |                   |                         | ja                                         | Kanton Oppenheim         | Graf von Leiningen-Guntersblum |
| Hahnheim          |                   |                         | ja                                         | Kanton Oppenheim         | Freiherr von Dienheim          |
| Harxheim          |                   |                         | nein                                       | Kanton Niederolm         | Grafschaft Falkenstein         |
| Hechtsheim        | Mainz             | 7. Juni 1969            | nein                                       | Kanton Niederolm         | Kurmainz                       |
| Hillesheim        |                   |                         | ja                                         | Kanton Wörrstadt         | Grafschaft Falkenstein         |
| Kastel            | Mainz             | 1. April 1908           | nein                                       | Kanton Mainz             | Kurmainz                       |
| Klein-Winternheim |                   |                         | nein                                       | Kanton Niederolm         | Kurmainz                       |
| Köngernheim       |                   |                         | ja                                         | Kanton Oppenheim         | Sickingen (Adelsgeschlecht)    |
| Kostheim          | Mainz             | 1. Januar 1913          | nein                                       | Kanton Mainz             | Kurmainz                       |
| Laubenheim        | Mainz             | 7. Juni 1969            | nein                                       | Kanton Niederolm         | Kurmainz                       |
| Lörzweiler        |                   |                         | ja                                         | Kanton Oppenheim         | Frhr von Hettersdorf           |
| Ludwigshöhe       |                   |                         | ja                                         | Kanton Oppenheim         | Freiherr von Dienheim          |
| Mainz, Stadt      | Kreisfreie Stadt  | 1. November 1938        | nein                                       | Kanton Mainz             |                                |
| Marienborn        | Mainz             | 7. Juni 1969            | nein                                       | Kanton Niederolm         | Kurmainz                       |
| Mombach*          | Mainz             | 1. April 1907           | nein                                       | Kanton Oberingelheim     | Domkapitel von Mainz           |
| Mommenheim        |                   |                         | ja                                         | Kanton Oppenheim         | Ritterschaftliche Ganerbschaft |
| Nackenheim        |                   |                         | ja                                         | Kanton Oppenheim         | Kurmainz                       |
| Nieder-Olm        |                   |                         | nein                                       | Kanton Niederolm         | Kurmainz                       |
| Nierstein         |                   |                         | ja                                         | Kanton Oppenheim         | Kurpfalz, Oberamt Oppenheim    |
| Ober-Olm          |                   |                         | nein                                       | Kanton Niederolm         | Kurmainz                       |
| Oppenheim, Stadt  |                   |                         | ja                                         | Kanton Oppenheim         | Kurpfalz                       |
| Schwabsburg       | Nierstein         | 1. Juli 1970            | ja                                         | Kanton Oppenheim         | Kurpfalz, Oberamt Oppenheim    |
| Selzen            |                   |                         | ja                                         | Kanton Oppenheim         | Kurpfalz, Oberamt Alzey        |
| Sörgenloch        |                   |                         | nein                                       | Kanton Niederolm         | Frhr. von Köth.                |
| Stadecken         | Stadecken-Elsheim | 7. Juni 1969            | nein                                       | Kanton Niederolm         | Kurpfalz, Oberamt Oppenheim    |
| Uelversheim       |                   |                         | ja                                         | Kanton Oppenheim         | Graf von Leiningen-Guntersblum |
| Undenheim         |                   |                         | ja                                         | Kanton Wörrstadt         | Kurpfalz, Oberamt Alzey        |
| Weinolsheim       |                   |                         | ja                                         | Kanton Oppenheim         | Kurpfalz, Oberamt Alzey        |
| Weisenau          | Mainz             | 1. Januar 1930          | nein                                       | Kanton Niederolm         | Kurmainz                       |
| Wintersheim       |                   |                         | ja                                         | Kanton Oppenheim         | Kurpfalz, Oberamt Alzey        |
| Zornheim          |                   |                         | nein                                       | Kanton Niederolm         | Kurmainz                       |

- Budenheim und Mombach (Kanton Oberingelheim) gehörten dem Kreis erst ab 12. Mai 1852 an (zuvor Kreis Bingen).
- Friesenheim, Hillesheim und Undenheim (Kanton Wörrstadt) gehörten dem Kreis erst ab 1938 an (bis 1848 Kreis Alzey und dann Kreis Oppenheim).
- Alle anderen Orte gehörten dem Kreis schon seit 5. Februar 1835 an.
- Vom 16. Februar 1835 bis 12. Mai 1852 sowie ab 1. November 1938 war die Stadt Mainz nicht Teil des Kreises, sondern Kreisfreie Stadt.

## Kfz-Kennzeichen
Am 1. Juli 1956 wurde dem Landkreis bei der Einführung der bis heute gültigen Kfz-Kennzeichen das Unterscheidungszeichen MZ zugewiesen. Es wird im Landkreis Mainz-Bingen und in der kreisfreien Stadt Mainz durchgängig bis heute ausgegeben.